# جيسيكا فالنتي
جيسيكا فالنتي (بالإنجليزية: Jessica Valenti)‏ مواليد (1 نوفمبر 1978) مدونة أمريكية وكاتبة نسوية معروفة بعد أن أسست مدونتها النسوية Feministing في عام 2004.